# جدول ارزش غذایی
جدول ارزش غذایی (انگلیسی: Nutrition facts label) جدولی است بر روی بسته‌بندی مواد خوراکی که میزان و نوع مغذی‌ها و انرژی موجود در آن خوراکی را نشان می‌دهد. وجود این جدول روی بسته‌بندی‌ها در بسیاری از کشورها اجباری است.
برچسب جدول ارزش غذایی یکی از انوع برچسب‌های غذایی است که ممکن است بر اساس قانون ضروری یا توسط تولیدکننده درج شود. این جدول برای اولین بار در ۱۹۹۴ در آمریکا، و در ۱۹۹۶ در انگلستان ارائه شد.